# Ekaterina Iourieva
Ekaterina Iourieva, née le 11 juin 1983 à Tchaïkovski, est une ancienne biathlète russe. En 2008, elle a obtenu trois podiums aux Championnats du monde dont le titre lors de l'individuel.

## Carrière
Elle débute en Coupe du monde en janvier 2005. Elle monte sur son premier podium en mars 2007 au sprint de Lahti (3e) et gagne sa première course en décembre de la même année à l'occasion de l'Individuel de Pokljuka.
Iourieva est suspendue deux ans pour dopage (EPO) en 2009 par l'Union internationale (IBU) en compagnie de ses compatriotes Albina Akhatova et Dmitriy Yaroshenko. Non qualifiée pour les Jeux olympiques de Sotchi qui ont lieu dans son pays en 2014, Iourieva décide d'arrêter sa carrière à la fin de la coupe du monde de biathlon 2013-2014. Elle écope néanmoins d'une suspension de huit ans, consécutive à un nouveau contrôle antidopage positif effectué le 23 décembre 2013.

## Palmarès

### Championnats du monde
| Mondiaux \ Épreuve | Individuel           | Sprint | Poursuite                | Départ en masse           | Relais | Relais mixte |
| 2007 Antholz       | 7e                   | —      | —                        | 5e                        | 7e     | —            |
| 2008 Östersund     | Médaille d'or, monde | 9e     | Médaille d'argent, monde | Médaille de bronze, monde | 4e     | —            |

### Coupe du monde
- Meilleur classement général : 6e en 2008.
- 3e du classement de l'Individuel en 2008.
- 9 podiums individuels dont 2 victoires.
- 3 podiums en relais.

#### Classement annuel en Coupe du monde
| Saison    | Classement général final |
| 2004-2005 | 68e                      |
|           |                          |
| 2006-2007 | 13e                      |
| 2007-2008 | 6e                       |
| 2008-2009 | Disqualifiée             |
|           |                          |
| 2010-2011 | 71e                      |
|           |                          |
| 2012-2013 | 59e                      |
| 2013-2014 | Disqualifiée             |

#### Détail des victoires individuelles
| Saison / Épreuve | Individuel                       | Sprint | Poursuite | Départ en masse | Total |
| 2007-2008        | Pokljuka Östersund (Ch.du monde) | -      | -         | -               | 2     |
| Total            | 2                                | 0      | 0         | 0               | 2     |

### Championnats du monde junior
- Médaille d'argent en relais aux mondiaux 2004 à Haute-Maurienne.